# Baguette de chef d'orchestre
Cet article concerne la baguette du chef d'orchestre. Pour les baguettes de tambour, voir baguettes (musique). Pour les autres sens, voir baguette.
Une baguette de direction est un instrument utilisé par les chefs d'orchestre pour indiquer le tempo, la mesure et les attaques durant l'exécution d'une œuvre musicale, au moyen d'une gestique appropriée.

## Particularités
De nos jours, la baguette est généralement faite en bois léger, en fibres de verre ou de carbone, terminée par un manche en forme de poire ou d'olive, habituellement en liège ou en bois. Certains chefs d'orchestre comme Henry Wood ou Herbert von Karajan en font faire sur mesure, adaptées à leurs exigences physiques et à la nature des œuvres exécutées. Quand Gaspare Spontini arrive à Dresde en 1844, il demande à Wagner de faire faire une baguette composée d'un épais bâtonnet d'ébène terminé par des pommeaux d'ivoire à chaque extrémité.

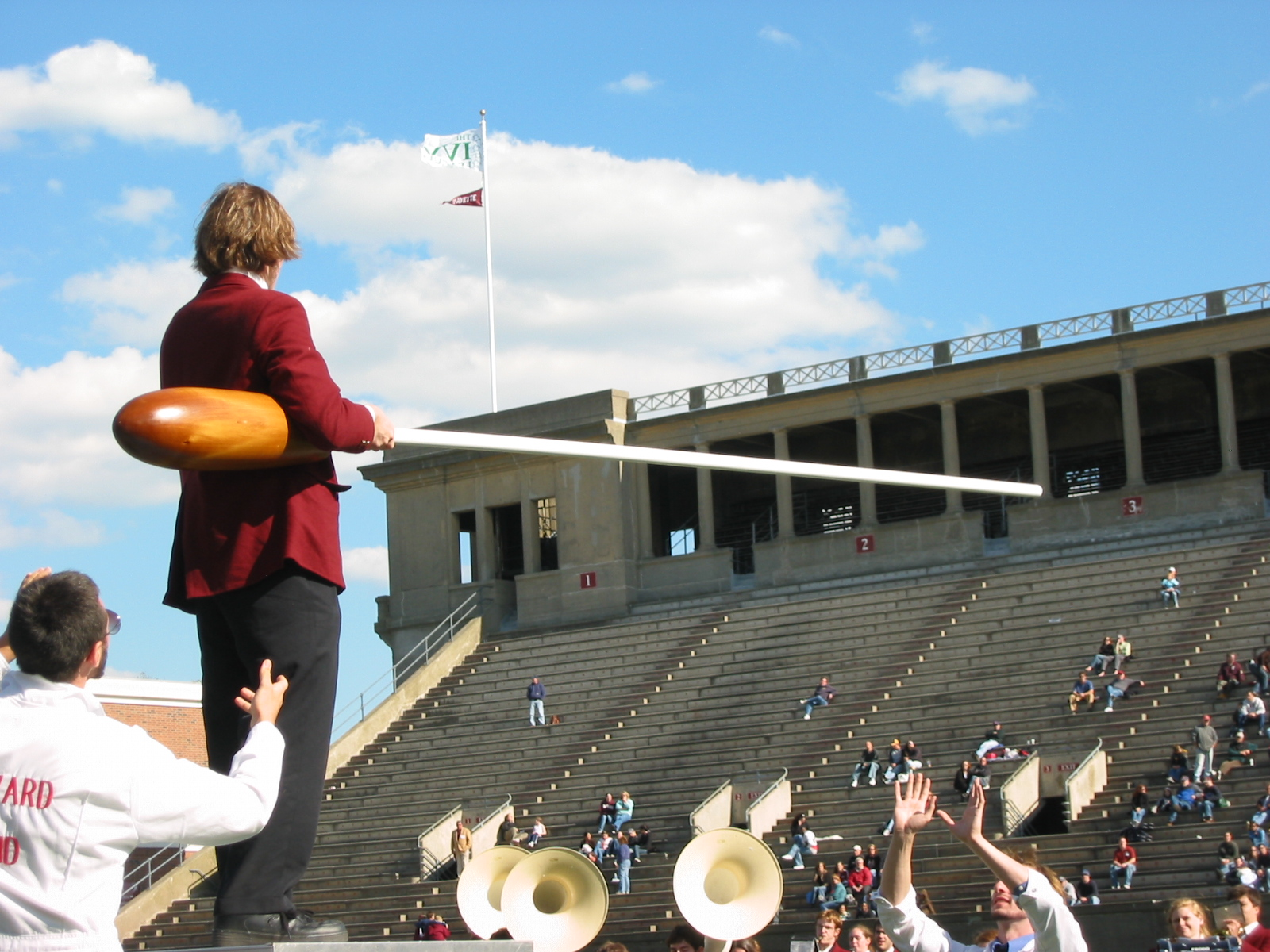
La plus grande baguette de direction du monde, d'environ 3 mètres, a été utilisée le 14 octobre 2006 à Harvard pour diriger Ainsi parlait Zarathoustra.

La dimension des baguettes de direction varie entre 25 cm et 60 cm (longueur de la baguette utilisée par le chef Sir Henry Wood). Le Livre des records indique que la plus grande baguette de direction du monde, d'environ 3 mètres, a été utilisée le 14 octobre 2006 à Harvard pour diriger Ainsi parlait Zarathoustra de Richard Strauss.

## Utilisation

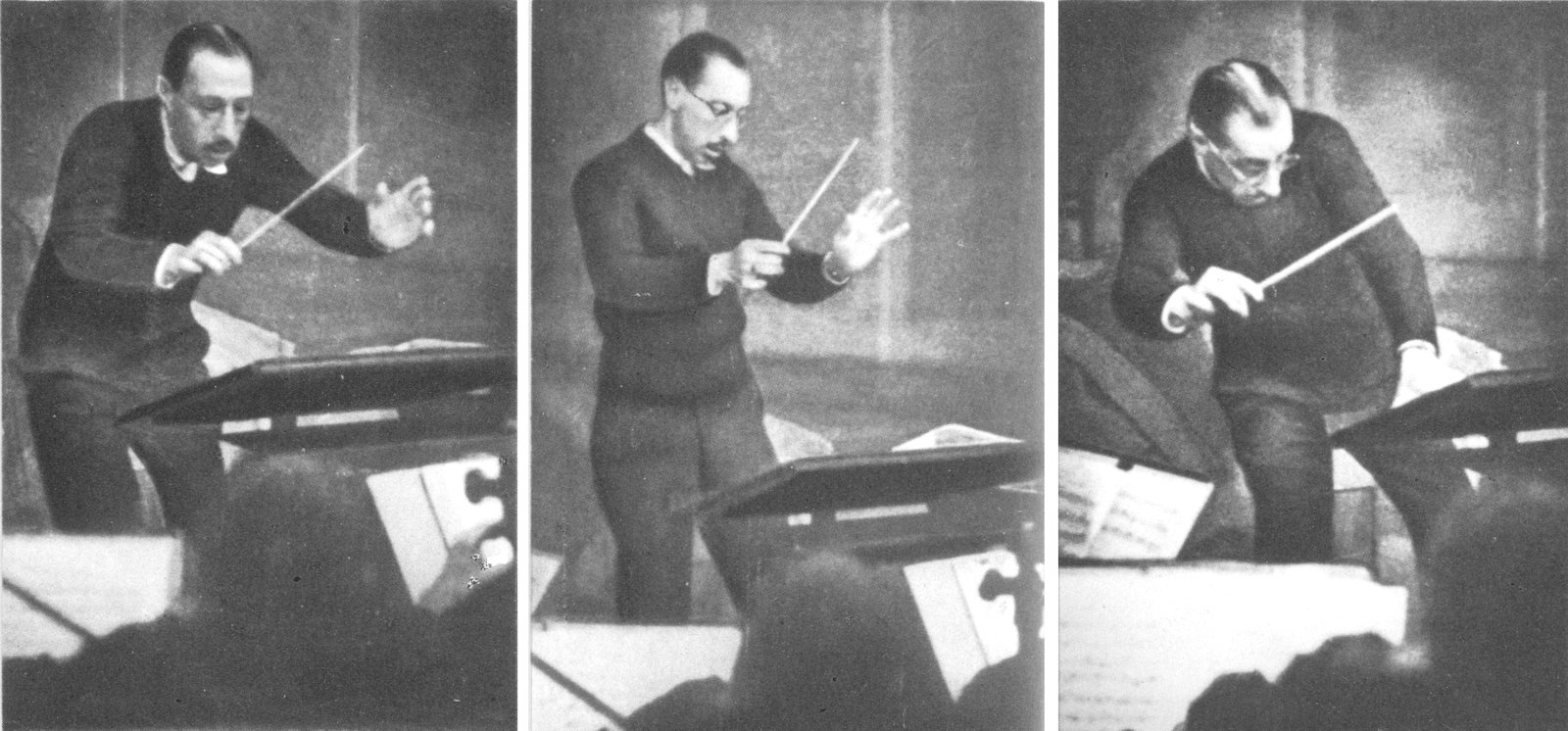
Igor Stravinsky dirigeant avec une baguette (1929).

La baguette est tenue par le chef d'orchestre de la main qu'il préfère, le plus souvent la droite. La manière la plus fréquente de la tenir est entre le pouce et les deux doigts suivants, le court manche prenant appui dans la paume de la main.

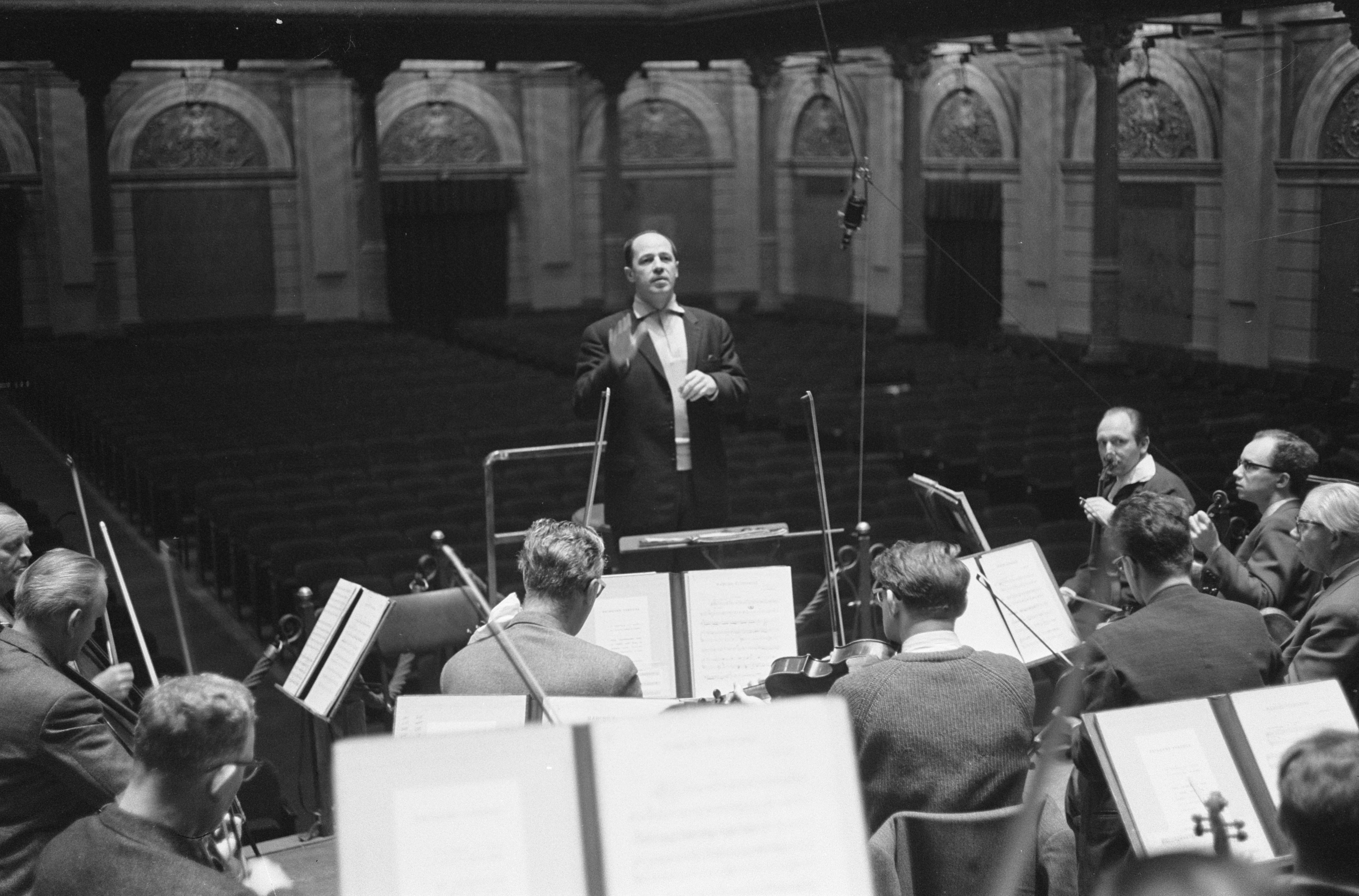
Pierre Boulez dirigeant avec les mains.

Certains chefs, comme Pierre Boulez, Kurt Masur, Valery Gergiev, Leopold Stokowski, Dimitri Mitropoulos, Georges Prêtre ou Gianandrea Noseda conduisent cependant leur orchestre sans baguette, préférant diriger avec les mains. Cette méthode est plus fréquente dans les petits ensembles musicaux, dans la direction de chœurs et dans les formations de musique baroque.
Le fait qu'un chef d'orchestre utilise ou non une baguette doit avoir un rapport étroit avec la musique exécutée. Selon une affirmation de Leonard Bernstein : « Si [le chef d'orchestre] utilise une baguette, la baguette elle-même doit être une chose vivante, chargée d'une espèce d'électricité, un instrument doté de signification dans ses plus infimes mouvements. Si le chef n'utilise pas de baguette, ses mains doivent faire le travail avec la même clarté. Mais baguette ou non, ses gestes doivent être avant tout et toujours chargés de sens par rapport à la musique. »
Pour Ernest Ansermet, « Sans baguette (le chef) est tenté de dessiner avec ses mains le rythme de la musique, ou bien de purement et simplement marquer des temps, ce qui ne suffit pas à imprimer au mouvement musical une impulsion motrice »

## Histoire de la baguette
Antérieurement à l'usage de la baguette, les formations orchestrales étaient dirigées du clavecin ou du pianoforte ou guidées par le premier violon. Les chefs commencèrent d'abord à utiliser les archets de violon ou des rouleaux de papier avant que ne fût introduite la baguette moderne.

### XVIe-XVIIIesiècle
Le premier témoignage connu de l'utilisation d'une baguette évoque des religieuses de San Vito Lo Capo en 1594. Un compositeur contemporain notait :  « la maestra du concert est assise à une extrémité de la table avec une vergette longue, fine et bien lustrée... et quand toutes les autres sœurs sont clairement prêtes, elle leur fait sans bruit plusieurs signes pour commencer puis continue à battre la mesure du tempo qu'elles doivent suivre en chantant et en jouant. »
Jean-Baptiste Lully (1632-1687), comme ses contemporains, tenait le tempo en tapant par terre avec un « bâton de direction », longue et lourde canne surmontée de rubans et d'un pommeau richement orné, utilisé à cette époque. Lors d'un accès de colère, il se frappa accidentellement l'orteil pendant une répétition du Te deum pour la guérison du roi, créant un abcès. La blessure devint gangreneuse, mais Lully également danseur refusa de se faire amputer et la gangrène se diffusa jusqu'au cerveau, provoquant sa mort.

### XIXesiècle
L'usage de la baguette fut désapprouvé jusque dans les années 1820-1840, où elle commença à être admise.
Louis Spohr affirme avoir introduit la baguette le 10 avril 1820 en dirigeant sa deuxième symphonie à la Royal Philharmonic Society de Londres, bien que certains témoins aient noté que le chef d'orchestre « est assis là et tourne les feuilles du conducteur mais n'est pas en mesure, sans... sa baguette, de commander à son armée musicale. ». Il est donc probable que Spohr utilisait la baguette pour les répétitions mais pas lors des concerts.
En 1825, George Smart rapporte que parfois « [il bat] le tempo avec un bâton court ».
Quand Felix Mendelssohn retourna à Londres en 1832, malgré les objections des premiers violons, il fut encouragé à poursuivre avec sa baguette. Malgré le désaccord initial, la baguette fut régulièrement en usage au Philharmonic un an après et est encore utilisée dans tous les orchestres du monde.
Vassili Safonov est considéré comme le premier chef d'orchestre moderne à diriger complètement sans baguette.

## Sources
- (it) Cet article est partiellement ou en totalité issu de l’article de Wikipédia en italien intitulé « Bacchetta del direttore d'orchestra » (voir la liste des auteurs).